# Bernadette Vergnaud

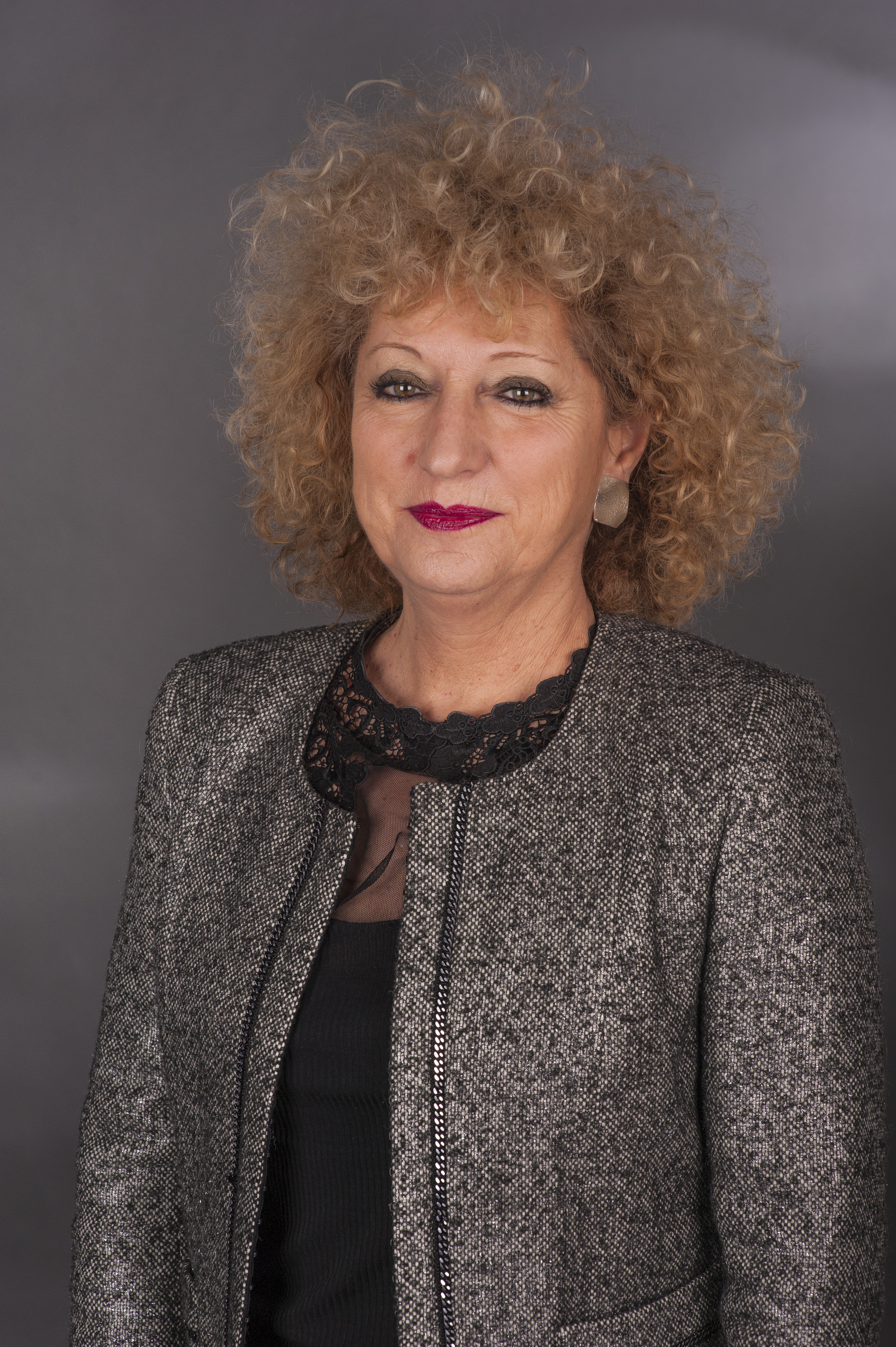
Bernadette Vergnaud 2014

Bernadette Vergnaud (* 16. September 1950 in Montluçon, Département Allier) ist eine französische Politikerin der Parti socialiste.

## Leben
Vergnaud studierte Latein, Spanisch und Portugiesisch auf Lehramt. Seit 2001 ist Vergnaud stellvertretende Bürgermeisterin von Poitiers. Vergnaud ist seit 2004 Abgeordnete im Europäischen Parlament.
Sie gehört zur Fraktion der Progressiven Allianz der Sozialisten & Demokraten im Europäischen Parlament.
In der Periode 2009 bis 2014 ist Vergnaud Stellvertretende Vorsitzende im Ausschuss für Binnenmarkt und Verbraucherschutz. 
Mitglied ist sie in der Delegation für die Beziehungen zu den Ländern des Mercosur und in der Delegation in der Parlamentarischen Versammlung Europa-Lateinamerika.
Als Stellvertreterin sitzt sie im Ausschuss für Verkehr und Fremdenverkehr.